# Acanthosphaeria
Acanthosphaeria — рід грибів родини Trichosphaeriaceae. Назва вперше опублікована 1939 року.

## Класифікація
До роду Acanthosphaeria відносять 2 види:
- Acanthosphaeria punctillum
- Acanthosphaeria rostrupii